# Dascyllus carneus
Dascyllus carneus är en fiskart som beskrevs av Fischer, 1885. Dascyllus carneus ingår i släktet Dascyllus och familjen Pomacentridae. Inga underarter finns listade i Catalogue of Life.